# Linneus (Misuri)
Linneus es una ciudad ubicada en el condado de Linn en el estado estadounidense de Misuri. En el Censo de 2010 tenía una población de 278 habitantes y una densidad poblacional de 99,94 personas por km².

## Geografía
Linneus se encuentra ubicada en las coordenadas 39°52′39″N 93°11′12″O / 39.87750, -93.18667. Según la Oficina del Censo de los Estados Unidos, Linneus tiene una superficie total de 2.78 km², de la cual 2.76 km² corresponden a tierra firme y (0.74%) 0.02 km² es agua.

## Demografía
Según el censo de 2010, había 278 personas residiendo en Linneus. La densidad de población era de 99,94 hab./km². De los 278 habitantes, Linneus estaba compuesto por el 98.56% blancos, el 1.08% eran afroamericanos, el 0% eran amerindios, el 0.36% eran asiáticos, el 0% eran isleños del Pacífico, el 0% eran de otras razas y el 0% pertenecían a dos o más razas. Del total de la población el 0% eran hispanos o latinos de cualquier raza.